# Sajdak (góra)
Sajdak (niem. Donnerberg, Kachler Berg, Köhler-Berg, Köhlerberg, 586 m n.p.m.) – wzniesienie, w południowo-zachodniej Polsce, w Sudetach Środkowych, w Górach Wałbrzyskich, w paśmie Gór Czarnych.

## Położenie
Wzniesienie położone we wschodniej części Gór Czarnych, na zachód od miejscowości Głuszyca.
Jest to powulkaniczne wzniesienie zbudowane ze skał wylewnych w kształcie kopuły o stromych zboczach z płaską wydłużoną częścią szczytową i wyraźnie zaznaczonym wierzchołkiem wznoszącym się po wschodniej stronie o 18 m ponad przełęcz pod Wawrzyniakiem.
Wzniesienie częściowo porośnięte jest lasem regla dolnego.
Poniżej szczytu pod zachodnim zboczem góry usytuowany jest tunel kolejowy na linii kolejowej nr 286 Wałbrzych – Kłodzko.
Wzniesienie położone przy wschodniej granicy Parku Krajobrazowego Sudetów Wałbrzyskich.

## Turystyka
Po zachodniej stronie góry przez przełęcz pod Wawrzyniakiem prowadzi szlak turystyczny.
- czerwony – fragment Głównego Szlaku Sudeckiego prowadzący z Jedliny-Zdroju do Sokołowska i dalej[1].